# Jean-Marie Gantois
Jean-Marie Gantois (Waten, 21 juli 1904 – aldaar 28 mei 1968) was een Frans katholiek priester, Groot-Nederlandist en separatist, afkomstig uit Frans-Vlaanderen.

## Levensloop
Hij volgde middelbaar onderwijs in Ariën en Hazebroek. Hij trad in in het seminarie van Annappes en studeerde letteren en wijsbegeerte aan de Katholieke Universiteit Rijsel. Hij werd tot priester gewijd in 1932 en werd daarna kapelaan in Rijsel.
Gantois sloot zich aan bij de Vlaamse Beweging door zelfstudie en onder invloed van enkele Vlaamsgezinde leraren. Tijdens het seminarie begon hij Nederlands te leren. Deze progressieve bewustwording beschreef hij in zijn boek "Hoe ik mijn taal en mijn volk terugvond" (1942). Met enkele andere seminaristen stichtte hij in 1924 het Vlaamsch Verbond van Frankrijk (VVF). Gantois zou de grote bezieler van dit Verbond zijn tot in 1944. Hij was de motor achter de jaarlijkse congressen en letterkundige bijeenkomsten. Hij was tevens de redacteur van de tijdschriften gepubliceerd door het VVF tussen 1929 en 1944 "le Lion de Flandre" en "De Torrewachter". Hij is bekend voor het opzoeken en promoten van Vlaamse namen voor huidige Franse steden. Hedendaagse linguïsten zijn het er echter over eens dat Gantois hierin overdreef en vaak ook fictieve Vlaamse namen aan Noord-Franse plaatsen gaf. Niet al zijn toewijzingen kunnen als correct beschouwd worden en dienen als geromantiseerd te worden beschouwd. 
Aan het begin van de Tweede Wereldoorlog werd het VVF verboden door de Franse autoriteiten. In 1941, tijdens de Duitse bezetting, startte Gantois weer de activiteiten van het VVF. Hij opende een bureau van het VVF in Rijsel en wist de activiteiten van voor de oorlog nog verder uit te breiden. Gantois beperkte deze activiteiten tot het culturele domein en was aanhanger van de Groot-Nederlandse gedachte. Niettemin heeft hij, in tegenstelling tot andere priesters, nooit mensen aangezet om tegen het bolsjewisme aan het oostfront te gaan vechten.
Na de bevrijding van Frankrijk werd hij veroordeeld tot vijf jaar gevangenschap wegens separatisme. In 1958 stond hij mede aan de wieg van “De Vlaamse Vrienden in Frankrijk”. Hij werkte mee aan de redactie van "Notre Flandre", maar wist geen groot publiek te bereiken. Dit verhinderde hem niet om een groot aantal artikelen te publiceren, met nog steeds de Groot-Nederlandse gedachte als rode draad.
Op 28 mei 1968 werd zijn levenloos lichaam gevonden in de Aa, enige tijd na de dood van zijn moeder. Na zijn dood kwam de kern van zijn uitgebreide bibliotheek in het bezit van de KULAK, waar het de kern vorm van de Fonds Franse-Nederlanden (KOFN). 